# Mala Varnica
Mala Varnica este o localitate din comuna Videm, Slovenia, cu o populație de 111 locuitori.